# Hans von Boetticher
Hans Paul Heinrich Franz von Boetticher (* 30. August 1886 in Staraja Derewnja bei Sankt Petersburg; † 20. Januar 1958 in Coburg) war ein deutsch-baltischer Zoologe, Ornithologe und Entomologe.

## Leben
Hans von Boetticher war der jüngste Sohn des kaiserlich-russischen Hofrats und Notars des evangelisch-lutherischen Generalkonsistoriums in St. Petersburg, Paul von Boetticher (1846–1922), der aus einer deutsch-baltischen Familie stammte, und seiner Frau Maria San Galli. 1894 zogen seine Eltern nach Berlin, wo er 1907 die Schule mit dem Abitur abschloss. Zuerst studierte Boetticher bis 1910 Rechts- und Staatswissenschaften, ehe er sich den Naturwissenschaften zuwandte. Seine erste Forschungsreise führte ihn 1913 nach Eritrea. Es folgten viele weitere Expeditionen.
1928 promovierte er an der Universität Jena mit der Arbeit Beitrag zur Kenntnis der Morphologie und Phylogenie des hornigen Vogelschnabelüberzuges mit besonderer Berücksichtigung seiner Beziehungen zu den Schnauzenschildern der Saurier.
Nach Plänen des Baumeisters Christoph Kürschners aus dem Dezember 1921 ließ sich Boetticher bereits 1922 in Coburg am Hinteren Glockenberg eine Fachwerkvilla im englischen Landhausstil errichten, die 2005 aufgrund von Mauerschwamm abgerissen wurde, sowie im Garten eine kleine neuromanische Kapelle, die noch heute erhalten ist. Hans von Boetticher heiratete 1922, dem Todesjahr seines Vaters, die 15 Jahre jüngere Henriette Faber, mit der er eine Tochter hatte. Seine ältere Schwester Dagmar (1883–1970) war mit Bernhard Ludolf von Bismarck verheiratet und von 1933 bis 1949 Vorsitzende von Evangelische Frauenhilfe in Brandenburg.
Politisch engagierte von Boetticher in der Gesamtdeutschen Volkspartei, für die er bei der Bundestagswahl 1957 im Bundestagswahlkreis Coburg erfolglos kandidierte.

## Wirken im Dienste des bulgarischen Königs
Boettichers Leben war eng mit dem des bulgarischen Monarchen Ferdinand I. von Bulgarien (1861–1948) aus dem Haus Sachsen-Coburg und Gotha verbunden. Nach Kriegsende 1918 bekam er seine erste Anstellung als zoologischer Assistent am Königlich-Naturhistorischen Museum in Sofia, wechselte aber dann gleichenorts zum Königlichen Zoologischen Garten, den Ferdinand I. bereits 1886, ein Jahr nach seinem Amtsantritt, gegründet hatte. Ab Februar 1916 war Boetticher während des Ersten Weltkrieges als Vizefeldwebel in einer deutschen Feldwetterwarte in Bulgarien (Sitnjakowo) stationiert. Von hier aus untersuchte er neben der Faunenlandschaft auch die Ausbreitung des Birkhuhns an der Musala-Gruppe im bulgarischen Rila-Gebirge und erregte so die Aufmerksamkeit des naturbegeisterten Königs, der sich besonders für Vögel interessierte.
Nach der Kapitulation Bulgariens musste Ferdinand I. 1918 zugunsten seines Sohnes Boris III. abdanken und ging ins Exil nach Coburg. Boetticher blieb zunächst in Sofia und wurde zum Direktor des Zoologischen Gartens befördert. In seinen Forschungen und Veröffentlichungen stand nun zunehmend die Ornithologie Bulgariens im Vordergrund. Weitere berufliche Stationen in Deutschland waren das Senckenbergmuseum in Frankfurt am Main und das Museum des Zoologischen Institutes der Universität Halle an der Saale. Zusätzlich begleitete er fortan den umtriebigen Ex-König auf etlichen Expeditionen. 1923 besuchten beide Ägypten und Abessinien, 1927–1928 reiste Boetticher an der Seite Ferdinands nach Brasilien, Argentinien und Chile und 1929–1930 war er neben der Gräfin Viktoria zu Solms-Rödelheim, Prinzessin zu Leiningen, an der Seite Ferdinands auf der 2. Afrika-Expedition in Kenia, Uganda und Tansania, deren ornithologische Entdeckungen er in einem Sonderheft des Journal of Ornithology 78, 1930 veröffentlichte. Ferdinands Schilderung der Reise wurde in Die Woche, Heft 8 (1931) publiziert.
Seinem Förderer Ferdinand widmete er 1936 eine 86-seitige Festschrift zu dessen 75. Geburtstag und beide blieben bis zum Tode des Ex-Monarchen 1948 enge Freunde.

## Leiter des Naturhistorischen-Museums in Coburg
1931 wurde Boetticher auf Ferdinands Empfehlung Nachfolger von Adam Brückner als Leiter des Naturwissenschaftlichen Museums in Coburg. Das Amt hatte er bis 1955 inne. Im Vordergrund der Studien standen bei ihm nun die Phylogenese, Systematik und Zoogeographie. In der Ornithologie reizten ihn vor allem Untersuchungen an Enten, Hühnern und Möwen. Er war Namensgeber zahlreicher Entenarten, so u. a. der südamerikanischen Amazonasente (Amazonetta brasiliensis) und der Kupferspiegelente (Speculanas specularis). In einer Mitteilung über die „Balkan-Lachtaube“ erwähnte er als einer der ersten unter den neueren Beobachtern auch die nasalen Laute der Türkentaube. Über 400 Veröffentlichungen wissenschaftlichen und volkstümlichen Inhalts sprechen von seinem Fleiß und seinem vielseitigen Wissen.
Über den Wert der Publikationen schreibt anerkennend Heinrich Dathe, langjähriger Direktor des Tierparks Berlin, anlässlich der Veröffentlichung von Pelikan, Kormorane und andere Ruderfüßler
„Das Manuskript 'Die Ruderfüßler' von Dr. Hans von Boetticher beweist einmal mehr das vorzügliche Geschick des Verfassers, geschickte Übersichten über Tiergruppen zusammenzustellen, so daß ebenso Anfänger wie Fortgeschrittene mit Gewinn und Freude zu solchen Bänden greifen. Sie sind dabei gleichermaßen für Museen und Tiergärten, wie andererseits für Tierschriftsteller u. ä. bestens verwendbar. Dr. von Boetticher berücksichtigt bei seinen Darstellungen ebenso die Morphologie wie die Biologie des Tieres, da er als Museumsfachmann und Forschungsreisender gleicherweise reiche Erfahrungen besitzt.“
Seine von 1950 bis zum Tode 1959 publizierten Bücher über Vogelarten in der Reihe „Neue Brehm-Bücherei“ gehören noch heute zu den ornithologischen Standardwerken. Sie wurden zum Teil in neuen Auflagen herausgegeben, etwa der Band „Papageien“ im Jahr 2005.

## Auszeichnungen und Ehrungen
- Große silberne Medaille mit Krone für Wissenschaft und Kunst von König Ferdinand von Bulgarien[1]
- Ehrenmitgliedschaft und Silberne Medaille des Bundes Ungarischer Ornithologen[1]
- Ehrenmitgliedschaft der Ornithologischen Gesellschaft in Bayern[1]
- Korrespondierendes Mitglied der Deutschen Gesellschaft für Säugetierkunde[1]

## Werke und Aufsätze (Auswahl)
- Winterliches Vogelleben im Coburger Hofgarten: ornithologische Beobachtungen im Januar 1919, Die gefiederte Welt Jg. 48 Nr. 6 (1919), S. 46–47.
- Ornithologische Beobachtungen in Coburg (Bayern): Materialien aus dem Coburger Land, Anzeiger der Ornithologischen Gesellschaft in Bayern, Bd. 2 (1929) S. 36–44.
- Kakadus, Vogel ferner Länder 1931, Heft 5, S. 24–30.
- Beitrag zu einem phylogenetisch begründeten, natürlichen System der Steißhühner (Tinami) auf Grund einiger taxonomisch verwertbarer Charaktere. Jenaische Zeitschr. Naturw. 69 (1934): S. 169–192.
- Die geographische Verbreitung der Robben, Zeitschr. für Säugetierkunde. 9 (1934): S. 359–368.
- Der Gaimardische Buntkormoran, Vogel ferner Länder 1935, Heft 4, S. 81–83.
- Verzeichnis der Typen in der Vogelsammlung des Museums des Zoologischen Instituts der Universität Halle an der Saale. Zeitschr. Naturwiss. 94 (1940), S. 205–214.
- Gedanken über die systematische Stellung einiger Papageien. Zool. Anz. 143 (1943): S. 191–200.
- Unsere Zimmervögel – ein Überblick, Sebastian Lux Verlag, Murnau 1950.
- La systématique des guêpiers. Oiseau. Rev. Fr. Ornithol. 5 (1951): S. 194–199.
- Die Widahvögel und Witwen, Neue Brehm-Bücherei Heft 63, Geest&Portig, Leipzig 1952.
- Gänse- und Entenvögel aus aller Welt, Neue Brehm-Bücherei Heft 73, Geest&Portig, Leipzig 1952.
- Die Taubengattung Columba L. Zoologischer Anzeiger, 153 (1954):49-64.
- Die Perlhühner, Neue Brehm-Bücherei Heft 130, A. Ziemsen, Wittenberg 1954.
- Der Blaufuß-Tölpel „Camanay“, Sula nebouxii Milne-Edwards. Anzeiger der Ornithologischen Gesellschaft in Bayern 4 (1955): S. 375.
- Lärmvögel, Turakos und Psangfresser, Neue Brehm-Bücherei Heft 147, A. Ziemsen, Wittenberg 1955.
- Albatrosse und andere Sturmvögel, Neue Brehm-Bücherei Heft 153, A. Ziemsen, Wittenberg 1955.
- Pelikane, Kormorane und andere Ruderfüssler, Neue Brehm-Bücherei Heft 188, A. Ziemsen, Wittenberg 1955.
- Wachteln, Rephühner, Steinhühner und Verwandte, Oertel&Spoerer, Reutlingen 1958.
- Die Halbaffen und Koboldmakis, Neue Brehm-Bücherei Heft 211, A. Ziemsen, Wittenberg 1958.
- Papageien, Neue Brehm-Bücherei Heft 228, A. Ziemsen, Wittenberg 1959.
- Die Pfefferfresser – Arassaris und Tukane, Neue Brehm-Bücherei Heft 232, A. Ziemsen, Wittenberg 1959.